# Helcogramma capidata
Helcogramma capidata är en fiskart som beskrevs av Rosenblatt, 1960. Helcogramma capidata ingår i släktet Helcogramma och familjen Tripterygiidae. Inga underarter finns listade i Catalogue of Life.